# Stari Banovci
Stari Banovci (izvirno srbsko Стари Бановци) je naselje v Srbiji, ki upravno spada pod Občino Stara Pazova; slednja pa je del Sremskega upravnega okraja.

## Demografija
V naselju živi 4385 polnoletnih prebivalcev, pri čemer je njihova povprečna starost 38,3 let (37,5 pri moških in 39,1 pri ženskah). Naselje ima 1692 gospodinjstev, pri čemer je povprečno število članov na gospodinjstvo 3,24.
To naselje je, glede na rezultate popisa iz leta 2002, večinoma srbsko, a v času zadnjih 3 popisov je opazen porast števila prebivalcev.
|  |

| Demografija | Demografija     | Demografija     |
| Leto        | Št. prebivalcev | Št. prebivalcev |
| ----------- | --------------- | --------------- |
|             |                 |                 |
|             |                 |                 |
|             |                 |                 |
|             |                 |                 |
| 1948        | 2029            |                 |
| 1953        | 2074            |                 |
| 1961        | 2374            |                 |
| 1971        | 2829            |                 |
| 1981        | 3393            |                 |
| 1991        | 4033            | 3938            |
| 2002        | 5784            | 5488            |
|             |                 |                 |

| Etnična sestava po popisu iz leta 2002 | Etnična sestava po popisu iz leta 2002 | Etnična sestava po popisu iz leta 2002 | Etnična sestava po popisu iz leta 2002 | Etnična sestava po popisu iz leta 2002 |
| -------------------------------------- | -------------------------------------- | -------------------------------------- | -------------------------------------- | -------------------------------------- |
| Srbi                                   | Srbi                                   |                                        | 5.034                                  | 91,72%                                 |
| Romi                                   | Romi                                   |                                        | 144                                    | 2,62%                                  |
| Hrvati                                 | Hrvati                                 |                                        | 27                                     | 0,49%                                  |
| Jugoslovani                            | Jugoslovani                            |                                        | 25                                     | 0,45%                                  |
| Črnogorci                              | Črnogorci                              |                                        | 14                                     | 0,25%                                  |
| Makedonci                              | Makedonci                              |                                        | 9                                      | 0,16%                                  |
| Nemci                                  | Nemci                                  |                                        | 7                                      | 0,12%                                  |
| Ukrajinci                              | Ukrajinci                              |                                        | 6                                      | 0,10%                                  |
| Slovaki                                | Slovaki                                |                                        | 6                                      | 0,10%                                  |
| Madžari                                | Madžari                                |                                        | 6                                      | 0,10%                                  |
| Muslimani                              | Muslimani                              |                                        | 5                                      | 0,09%                                  |
| Slovenci                               | Slovenci                               |                                        | 1                                      | 0,01%                                  |
| Bolgari                                | Bolgari                                |                                        | 1                                      | 0,01%                                  |
| Neznano                                | Neznano                                |                                        | 93                                     | 1,69%                                  |